# Jean-Claude Suaudeau
Pour les articles homonymes, voir Suaudeau.
 (juin 2018).
Jean-Claude Suaudeau, surnommé Coco Suaudeau, né le 24 mai 1938 à Cholet en Maine-et-Loire, est un joueur français de football évoluant au poste de milieu de terrain défensif, avant de devenir ensuite et surtout entraîneur. Ayant évolué principalement au FC Nantes (FCN), il devient à la fin de sa carrière de footballeur français formateur puis entraîneur du même club où il perpétue et modernise le « jeu à la nantaise ». Contrairement à la croyance générale, son surnom largement utilisé de « Coco » Suaudeau n'est pas un diminutif de son prénom, mais provient de son appétit prononcé pour les œufs, qu'il appelait les « cocos ».

## Biographie

### Joueur
Jean-Claude Suaudeau est originaire de Mortagne-sur-Sèvre (Vendée) et travaille à l'usine à Cholet, tout en jouant à un niveau amateur à Pouzauges puis au SO Cholet. Il évolue alors au poste d'attaquant et a pour modèle le jeune Raymond Kopa qu'il voit débuter au SCO d'Angers en 1949-1951. Il prend conscience qu'il veut faire du football son métier à l'occasion de son service militaire effectué au bataillon de Joinville, qui regroupe les meilleurs sportifs de l'époque.
Il évolue en professionnel (milieu défensif) au FC Nantes de 1960 à 1969. Il obtient en tant que joueur deux titres de champion de France en 1965 et 1966.

### Entraîneur
Il dirige le centre de formation nantais de 1973 à 1982. Il devient l'entraîneur de l'équipe première en 1982. Le FCN devient champion de France lors de la saison 1982-1983, atteignant la finale de la Coupe de France, avec des joueurs emblématiques comme Jean-Paul Bertrand-Demanes, Maxime Bossis, Loïc Amisse, Seth Adonkor, José Touré ou bien encore Vahid Halilhodžić, ce dernier finissant la saison meilleur buteur du championnat avec 27 buts. Cette équipe est souvent considérée comme la meilleure de l'histoire du club. Il emmène aussi le club en quart de finale de la Coupe de l'UEFA en 1986, éliminé par l'Inter Milan (0-3, 3-3). Après des résultats moyens, il est remplacé par Miroslav Blažević en 1988. Durant cette période, il lance nombre de joueurs en première division et notamment Didier Deschamps et Marcel Desailly.
Miroslav Blažević n'arrivant pas à rendre sa superbe au club, Jean-Claude est alors rappelé au chevet du club nantais en février 1991. En s'appuyant sur des jeunes issus du centre de formation, comme Christian Karembeu, Jean-Michel Ferri, Reynald Pedros, Patrice Loko et Nicolas Ouédec, ayant tous débuté en Division 1 avec Blazevic, mais aussi des joueurs comme Zoran Vulic qu'il fait venir en 1991 et Claude Makélélé, arrivé en 1992, combiné à l'explosion de Japhet N'Doram, le club retrouve les sommets du championnat. Le club se classe 5e en 1993 (en étant co-leader à mi-championnat) atteignant également la finale de la Coupe de France en 1993 contre le PSG (0-3 avec trois nantais expulsés). Il finit à cette même 5e place l'année suivante.
Toujours sous sa direction, en 1995, le club frise la perfection, ne concédant qu'une seule défaite durant toute la saison en championnat et battant le record d'invincibilité (32 matchs) que détenait alors le Paris SG avec 27 matches. Jean-Claude Suaudeau obtient alors son deuxième titre de champion de France en tant qu'entraîneur et emmène aussi son club en quart de finale de la Coupe de l'UEFA cette même saison, éliminé par le Bayer Leverkusen (1-5, 0-0) dans un contexte aller particulier après les blessures des trois gardiens professionnels du club (Jean-Louis Garcia, alors entraîneur des gardiens, étant obligé de garder les buts nantais). 
L'année suivante, il atteint avec son équipe les demi-finales de la Ligue des Champions, éliminée par la Juventus de Turin (0-2, 3-2).
Jean-Claude Suaudeau enchaîne ensuite par une autre saison de classe avec l'équipe emmenée par Jocelyn Gourvennec qui voit le FCN terminer à la 3e place du championnat, après avoir enchaîné 30 matchs sans défaite malgré un départ catastrophique (2 points en 7 matchs). Cette saison-là, il lance en première division Mickael Landreau. Il quitte le club sur un désaccord stratégique avec sa direction et laisse la place à Raynald Denoueix, responsable du centre de formation.

## Palmarès joueur

### En club
- Champion de France en 1965 et en 1966 avec le FC Nantes
- Vainqueur du Challenge des Champions en 1965 avec le FC Nantes
- Vice-champion de France en 1967 avec le FC Nantes
- Finaliste de la Coupe de France en 1966 avec le FC Nantes
- Finaliste du Challenge des Champions en 1966 avec le FC Nantes

### EnÉquipe de France
- 4 sélections entre 1966 et 1967

## Palmarès entraîneur

### En club
- Champion de France en 1983 et en 1995 avec le FC Nantes
- Vainqueur de la Coupe des Alpes en 1982 avec le FC Nantes
- Vice-champion de France en 1985 et en 1986 avec le FC Nantes
- Finaliste de la Coupe de France en 1983 et en 1993 avec le FC Nantes
- Finaliste du Trophée des Champions en 1995 avec le FC Nantes
- Demi-finaliste de la Ligue des Champions en 1996 avec le FC Nantes

### Distinctions individuelles
- Élu entraîneur français de l'année par France Football en 1985, en 1992 et en 1994

## Notoriété
Le groupe de punk-rock nantais Justin(e) a écrit une chanson : Jean-Claude Suaudeau.
Le groupe de rock Elmer Food Beat le mentionne à maintes reprises dans la chanson : Du Rififi Dans La Surface.
Le groupe Fauve utilise à la fin de sa chanson "De ceux", des phrases d'une interview de Jean-Claude Suaudeau datant de 1995.

## Statistiques
| Saison                | Club                  | Championnat           | Championnat | Championnat | Coupe nationale | Coupe nationale | Coupe de la Ligue | Coupe de la Ligue | Supercoupe | Supercoupe | Compétition(s) continentale(s) | Compétition(s) continentale(s) | Compétition(s) continentale(s) | France | France | Total | Total |
| Saison                | Club                  | Division              | M.          | B.          | M.              | B.              | M.                | B.                | M.         | B.         | Comp.                          | M.                             | B.                             | M.     | B.     | M.    | B.    |
| 1960-1961             | FC Nantes             | 2                     | 22          | 5           | 1               | 0               | 1                 | 0                 | -          | -          | -                              | -                              | -                              | -      | -      | 24    | 5     |
| 1961-1962             | FC Nantes             | 2                     | 32          | 4           | 1               | 0               | 1                 | 0                 | -          | -          | -                              | -                              | -                              | -      | -      | 34    | 4     |
| 1962-1963             | FC Nantes             | 2                     | 13          | 1           | 0               | 0               | 1                 | 0                 | -          | -          | -                              | -                              | -                              | -      | -      | 14    | 1     |
| 1963-1964             | FC Nantes             | 1                     | 21          | 1           | 2               | 0               | 0                 | 0                 | -          | -          | -                              | -                              | -                              | -      | -      | 23    | 1     |
| 1964-1965             | FC Nantes             | 1                     | 29          | 3           | 3               | 0               | 2                 | 1                 | -          | -          | C1                             | 3                              | 1                              | -      | -      | 37    | 5     |
| 1965-1966             | FC Nantes             | 1                     | 31          | 4           | 7               | 0               | 0                 | 0                 | 1          | 0          | C1                             | 2                              | 0                              | -      | -      | 41    | 4     |
| 1966-1967             | FC Nantes             | 1                     | 31          | 4           | 3               | 0               | -                 | -                 | 1          | 0          | -                              | -                              | -                              | 4      | 0      | 39    | 4     |
| 1967-1968             | FC Nantes             | 1                     | 32          | 3           | 3               | 0               | -                 | -                 | -          | -          | -                              | -                              | -                              | -      | -      | 35    | 3     |
| 1968-1969             | FC Nantes             | 1                     | 26          | 1           | 2               | 0               | -                 | -                 | -          | -          | -                              | -                              | -                              | -      | -      | 28    | 1     |
| Sous-total            | Sous-total            | Sous-total            | 237         | 26          | 22              | 0               | 5                 | 1                 | 2          | 0          | -                              | 5                              | 1                              | 4      | 0      | 275   | 28    |
| Total sur la carrière | Total sur la carrière | Total sur la carrière | 237         | 26          | 22              | 0               | 5                 | 1                 | 2          | 0          | -                              | 5                              | 1                              | 4      | 0      | 275   | 28    |

## Décorations
- Chevalier de l'ordre national du Mérite (décret du 15 novembre 1999)[1]